# Ptosis
 Mise en garde médicale
Le ptosis, ou ptôse palpébrale ou encore blépharoptôse, est la chute de la paupière supérieure, résultant d'un déficit du muscle releveur de la paupière supérieure (levator palpebrae), d'une désinsertion de ce muscle et/ou de son aponévrose, ou d'une cause mécanique (masse palpébrale supérieure). Il peut également être en lien avec une faiblesse du muscle tarsal supérieur, auquel cas le ptosis sera plus discret.  
Il peut être uni- ou bilatéral. D'intensité variable, le ptosis peut couvrir la pupille entraînant un retentissement sur la fonction visuelle. Il peut être congénital ou acquis. 
Certains produits neurotoxiques, médicaments ou molécules provoquent un ptosis bilatéral (comme le ginseng à forte dose (250-1000 mg/kg i.p.) chez le rat ou la souris de laboratoire, effet associé à une inhibition de l'activité).

## Manifestations cliniques
Le ptosis se manifeste par un abaissement de la paupière supérieure, généralement asymétrique et accentué le soir.
Il peut se compléter d'un déficit visuel.
Une ascension de la paupière inférieure est parfois appelée ptosis inversé. Associée à un ptosis, il peut en résulter un aspect de pseudo-énophtalmie, comme dans le cadre du syndrome de Claude Bernard-Horner.

## Physiopathologie
- Ptosis neurogène, dans lequel la faiblesse du releveur de la paupière résulte d'une interruption de la commande nerveuse.  Les deux causes les plus fréquentes sont une paralysie du nerf oculomoteur (III) ou un syndrome de Claude Bernard-Horner.
- Ptosis myogène, qui résulte d'une anomalie de la transmission neuromusculaire comme dans la myasthénie, ou d'une atteinte myopathique comme dans la dystrophie myotonique et les myopathies oculaires. Le ptosis neurotoxique, causé par certains venins animaux rentre le plus souvent dans la catégorie des troubles de la transmission neuromusculaire. Ce symptôme constitue une urgence médicale dans la mesure où il précède l'insuffisance respiratoire.
- Ptosis aponévrotique, d'involution ou post-opératoire.
- Ptosis mécanique, observé en cas de tumeur ou d'œdème de la paupière supérieure.
- Le syndrome d'Apert et le syndrome de Saethre-Chotzen sont deux syndromes craniofaciaux dans lesquels le ptosis est congénital[3].

## Traitement

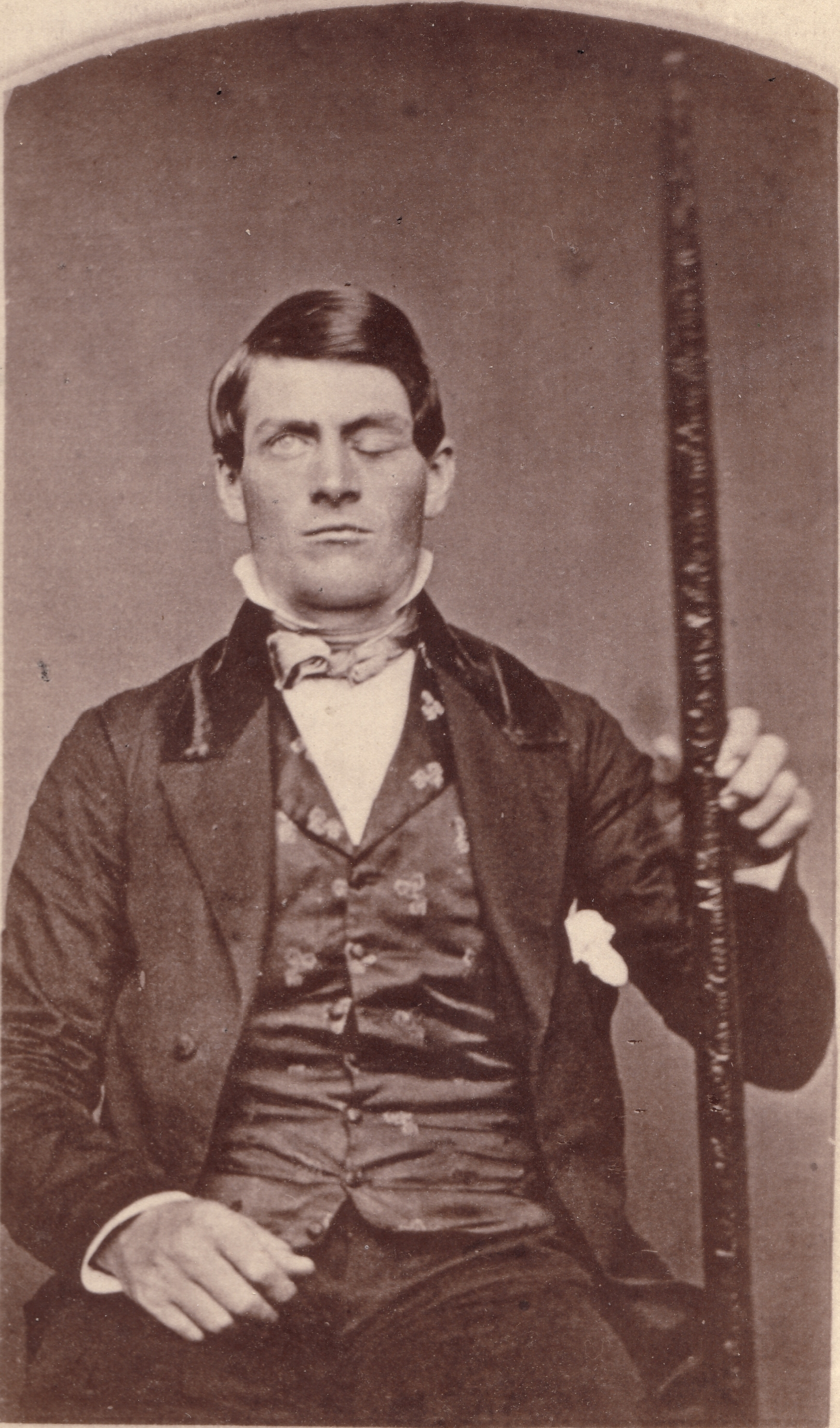
Phineas Gage, un patient resté célèbre en neurologie, présentait un ptosis gauche consécutif à son accident.

Il dépend du diagnostic étiologique.
Lorsque le ptosis résulte d’une lésion irréversible, un traitement chirurgical peut être proposé, avec deux techniques principales. La première consiste à faire une troncature (raccourcissement) ou une plicature (pliage) du muscle releveur ; la paupière supérieure est ensuite raccrochée à ce muscle. La seconde technique consiste en une suspension de la paupière aux muscles frontaux.
Généralement, la seconde méthode est employée lorsque la première n’a pas eu de succès ou que le muscle releveur est trop faible.

## Personnalités atteintes de ptosis
- Thom Yorke[4]
- Dominique Strauss-Kahn[5]
- Forest Whitaker[6]
- Gabrielle (chanteuse)[7]
- William Forsythe[8]
- Phineas Gage[réf. nécessaire]
- Daniel-Rops[9]
- Salman Rushdie[10].

### Articles annexes
- Ophtalmologie
- Blépharophimosis